# 2-Desoxy-D-glucose
2-Desoxy-D-glucose ist eine chemische Verbindung aus der Gruppe der Kohlenhydrate. Es ist ein Analogon der Glucose.

## Eigenschaften

### Physikalische Eigenschaften
2-Desoxy-D-glucose ist ein Feststoff mit einem Schmelzpunkt von 146–147 °C.

### Biologische Eigenschaften
Sie wird durch Glucosetransporter in Zellen aufgenommen. Sie hemmt die Glycolyse durch Hemmung der Glucose-6-phosphat-Isomerase. Sie wird durch die Hexokinase zu 2-Desoxy-glucose-6-phosphat phosphoryliert, das nicht durch die Glucose-6-phosphat-Isomerase weiterverarbeitet werden kann und sie kompetitiv hemmt – wie auch bei der ähnlichen 2-Fluordesoxyglucose. Daneben wird die Hexokinase durch 2-Desoxy-glucose-6-phosphat nichtkompetitiv gehemmt, wodurch bereits weniger Glucose-6-phosphat in der Zelle gebildet wird – wie auch bei der ähnlichen 2-Fluordesoxyglucose. Dadurch akkumuliert 2-Desoxy-glucose-6-phosphat in der Zelle. In Folge sinkt die zelluläre Konzentration an Adenosintriphosphat (ATP). In vitro fördert 2-Desoxy-glucose die Autophagie, die Bildung von reaktiven Sauerstoffspezies und aktiviert die AMP-aktivierte Proteinkinase (AMPK). Zudem wird die Proteinkinase PERK aktiviert, wodurch der Translationsinitiationsfaktor eIF-2α phosphoryliert und somit inaktiviert wird, wodurch die Translation und in Folge das Zellwachstum gehemmt wird. Daneben hemmt 2-Desoxy-D-glucose die Angiogenese und die Metastasierung von Tumoren. Auch der Pentosephosphatweg wird durch 2-Desoxy-D-glucose gehemmt. Aufgrund dieser verschiedenen Wirkungen wird 2-Desoxy-D-glucose in Kombination mit Fenofibrat zur Behandlung von Tumoren untersucht. Aufgrund der Hemmung der Glykolyse durch 2-Desoxy-D-glucose werden epileptische Anfälle gemindert, weshalb sie zur Behandlung der Epilepsie untersucht wird.
Da 2-Desoxy-D-glucose auch ein Analogon von Mannose (dem Epimer der Glucose an Position C2) ist, wird daraus analog 2-Desoxyglucose-GDP gebildet, das die N-Glykosylierung kompetitiv hemmt – im Gegensatz zur ähnlichen 2-Fluordesoxyglucose mit einem Fluoratom an Position C2.
2-Desoxy-D-glucose besitzt antivirale Eigenschaften durch Hemmung der Replikation des humanen Herpesvirus 8.
Die Glucoseaufnahme in Zellen von Organismen wird mit 2-Desoxy-D-glucose oder Fluordesoxyglucose untersucht. 2-Desoxy-D-glucose fluoresziert in vivo im nahen Infrarot-Spektrum.